# Liechtensteiner Eishockey und Inline Verband
Der  Liechtensteiner Eishockey, Inline und Skate Verband (LEIV) ist der nationale Eishockeyverband Liechtensteins und Mitglied des Liechtenstein Olympic Committee.

## Geschichte
Der Verband wurde am 4. Oktober 2001 in die Internationale Eishockey-Föderation aufgenommen. Der Verband gehört zu den assoziierten Mitgliedern der IIHF und hat daher in deren Vollversammlung kein Stimmrecht. Aktueller Präsident ist Karl Otto Gämperli. 
Dem Verband gehören der EHC Vaduz Schellenberg (Meisterschaftsbetrieb Vorarlberg Liga) und der Verein Eishockey Jugend Liechtenstein (Förder - und Beratungsverein Eishockey) an. 
Der Verband kümmert sich um die Förderung des Eishockeysportes in Liechtenstein, die Ausbildung von Nachwuchsspielern in Kooperation mit Schweizer und österreichischen Vereinen, bemüht sich um die Errichtung einer Eishalle in Liechtenstein und organisiert das Training und die Spiele der liechtensteinischen Eishockeynationalmannschaft.